# Зеленино (Рязанская область)
Зеленино — деревня в Рыбновском районе Рязанской области. Входит в Алешинское сельское поселение.

## География
Находится в западной части Рязанской области на расстоянии приблизительно 9 км на юго-запад по прямой от железнодорожного вокзала в городе Рыбное на правом берегу речки Вожа.

## История
Показана была еще на карте 1850 года как поселение с 27 дворами. Название дано по фамилии землевладельца. В 1859 году здесь (тогда деревня Рязанского уезда Рязанской губернии) было учтено 28 дворов, в 1897 — 66.

## Население
Численность населения: 340 человек (1859 год), 495(1897), 92 в 2002 году (русские 88 %), 125 в 2010.